# Język boano (centralnomolukański)
Język boano (a. buano) – język austronezyjski używany w prowincji Moluki w Indonezji, na wyspach Boano i Seram. Według danych z 1982 roku posługuje się nim ponad 3 tys. osób.
Język boano (celebeski) jest odrębnym językiem.